# Sophie Pagay
Sofie Pagay (née Sofie Pagay le 22 avril 1857 à Brünn, Autriche-Hongrie; morte le 23 janvier 1937 à Berlin, Troisième Reich) fut une actrice autrichienne.

## Filmographie partielle
- 1918 : Carmen d'Ernst Lubitsch
- 1920 : Anne Boleyn d'Ernst Lubitsch
- 1923 : Der Mensch am Wege de William Dieterle
- 1926 : La Bonne Réputation de Pierre Marodon
- 1926 : Le Fiacre n° 13 de Michael Curtiz
- 1927 : La Traite des Blanches de Jaap Speyer
- 1928 : La Sainte et son fou (Die Heilige und ihr Narr) de William Dieterle

## Sources de la traduction
- (de) Cet article est partiellement ou en totalité issu de l’article de Wikipédia en allemand intitulé « Sophie Pagay » (voir la liste des auteurs).